# Reguły
Reguły – wieś sołecka w Polsce, położona w województwie mazowieckim, w powiecie pruszkowskim, w gminie Michałowice.
Od 1 stycznia 2013 siedziba gminy Michałowice.
W latach 1975–1998 miejscowość administracyjnie należała do województwa warszawskiego. Pierwotnie własność szlachecka.
Wieś leży na trasie linii WKD. Jest to jedna z największych powierzchniowo miejscowości w gminie Michałowice. Większość terenów zajmują pola uprawne, należące niegdyś do PGR.

## Historia
W południowo-zachodniej części Reguł odkryto obozowisko ludności kultury trzcinieckiej. Dodatkowo, na pograniczu Reguł i Pęcic (w okolicy starego cmentarza wojskowego), poszukując śladów hutnictwa, odkryto groby z okresu kultury łużyckiej.
Pochodził stąd Jan z Reguł – Rektor Uniwersytetu Jagiellońskiego w Krakowie w roku 1500, w roku 1502 i w latach 1507–1508.
W 2006 roku nakładem Państwowego Instytutu Wydawniczego ukazał się Dziennik Mary z Reguł pod red. Ireny Szypowskiej – opisujący życie młodej mieszkanki lokalnego dworku w 1901 r. Fragmenty tegoż dziennika stały się w drugiej połowie lat sześćdziesiątych kanwą jednego z programów Piwnicy pod Baranami.
Na terenie wsi działalność prowadzi zbór Pruszków-Reguły Świadków Jehowy.

## Ludność
Źródło: na podstawie danych UG Michałowice